# Krasnohorodka, Bohuslav
Krasnohorodka (în ucraineană Красногородка) este un sat în comuna Poberejka din raionul Bohuslav, regiunea Kiev, Ucraina.

## Demografie
Componența lingvistică a localității Krasnohorodka
     Ucraineană (100%)
Conform recensământului din 2001, toată populația localității Krasnohorodka era vorbitoare de ucraineană (100%).